# 奇異強子

五夸克態的一個形態：q為夸克、'̅'̅q̅'̅'̅為反夸克、波浪線為膠子及束縛夸克的強相互作用。不同顏色為不同色荷，當中黃色為反藍

奇異強子（Exotic hadron）是一类亞原子粒子，即非常规强子态，也称为外来态或奇特态（Exotic states）。雖然同樣受強相互作用束縛，但它有別於一般由兩至三顆價夸克和膠子構成的強子，可在三顆夸克外具有額外的基本粒子，或不具有夸克。
奇異強子分為奇異重子和奇異介子，以價夸克的數目而定：前者為單數、後者為雙數。科學家可藉尋找具有異常量子數的粒子發現奇異強子，現在亦有種種實驗結果顯示了它們的存在。

## 歷史
奇異強子首先於1960年代由默里·蓋爾曼等提出，他在1964年的論文將其以奇異重子和奇異介子劃分。隨量子色動力學在下年代的發展，科學家意識到該理論沒有排除强子具兩或三顆價夸克以外的情況。惟後來的研究仍未確定其與散射矩陣極點的關聯，此外亦存在奇異強子自我修正為P-矩陣極點的理論。
有科學家相信在2003年已尋得其蹤跡，目前也觀察到四夸克態和五夸克態，但至今仍存在爭議。

## 形態
- 胶球（Glueball）：{\displaystyle {N_{q}}=0}，{\displaystyle {N_{g}}\geq 2}
- 混杂态（Hybrid）：{\displaystyle {N_{q}}\geq 2}， {\displaystyle {N_{g}}\geq 1}
- 多夸克态（Multiquark state）：{\displaystyle {N_{q}}>3}
- 分子态（Molecule）：{\displaystyle {N_{Q}}\geq 2}

## 可能觀測結果
- X(3872)：2003年被日本的Belle實驗團隊首次發現，可能為介子分子或四夸克態等
- Y(3940)
- Y(4140)：2009年3月於費米國立加速器實驗室發現
- Y(4260)：由BaBar實驗團隊發現
- Zc(3900)：在2013年由Belle實驗及北京譜儀III團隊發現
- Z(4430)：由Belle實驗團隊發現，在2014年4月由LHCb確認，其至少具
c

c

d

u

結構[5]
- P+
c(4380)、P+
c(4450)：2015年7月由LHCb發現，至少具
c

c

u

u

d

結構，因此可能為五夸克態[6]
- X(4274)、X(4500)、X(4700)：2016年6月由LHCb發現，可能為四夸克態[7][8][9]